# Peitz
Peitz é uma cidade no distrito de Spree-Neiße, no sudoeste de Brandenburgo, Alemanha.

## Vista geral
Esta situada 13 km a nordeste de Cottbus. Cercada de lagos, é conhecida pela industria da pesca.
Localizada na antiga fronteira entre os estados de Brandemburgo e a Saxônia, era  protegida por fortificações, construídas em tijolos de barro e datadas do século XVI, mas apenas uma pequena parte ainda existe.